# دورتونیون
دورتونیون نام سرزمینی خیالی بر اساس داستانی از تالکین می‌باشد.
منطقه‌ای مرتفع که دقیقاً در شمال بله‌ریاند قرار داشت؛ مورگوت در داگور براگولاخ، به آن تاخت و پس از آن، تائور-نو-فویین نام گرفت.